# HelenOS (operativsystem)
HelenOS är ett operativsystem som bygger på öppen källkod. Den senaste versionen kom 9 mars 2010.
Operativsystemet utvecklas främst av personal och studenter på Fakulteten för Matematik och Fysik vid Karlsuniversitetet i Prag, och av bidragande utvecklare runt om i världen. Systemet bygger på en egen mikrokärna som kan användas både på 32- och 64-bitars arkitektur oavsett endian, det vill säga i stort sett alla moderna datorer.